# USS Satterlee (DD-626)
Эскадренный миноносец «Сэттерли» (англ. USS Satterlee (DD-626)) — американский эсминец типа Gleaves.
Заложен на верфи Seattle Tacoma Shipbuilding, Сиэтл 10 сентября 1941 года. Спущен 17 июля 1942 года, вступил в строй 1 июля 1943 года.
Выведен в резерв 16 марта 1946 года. Из ВМС США исключён 1 декабря 1970 года.
Продан 8 мая 1972 года фирме «Southern Scrap Material Co., LTD.» в Новый Орлеан и разобран на слом.